# エド・ファン・デア・エルスケン
エド・ファン・デア・エルスケン（Ed van der Elsken、1925年3月10日 – 1990年12月28日）は、オランダ人写真家・映画監督。「ファン」は「ヴァン」と、「デア」は「デル」と表記されることがある。
第二次世界大戦後、フリーのカメラマンとして活動を開始する。
パリに赴き、若者の生態を写した作品をまとめた写真集『セーヌ左岸の恋』（Love on the Left Bank、1954）を刊行し、注目を集め、著名な写真家となった。この写真集は彼の代表作というのみならず、1950年代の代表的写真集だといえる。
その後も、『ジャズ』（Jazz、1958）、『バガラ』（Bagara、1959）、『Sweet Life』（1964）などの写真集を刊行した。
1950年代末から何回か来日を果たし、当時の日本の若手写真家たちにも大きな影響を与えた。

## 略歴
1925年3月10日、オランダのアムステルダムに生まれる。
1950年から1954年の間、同僚の写真家 Ata Kandó （1913年、ハンガリー・ブダペスト生まれの女性）と Ata の3人の子供たちと一緒にパリの「ごろつき」や放浪者たちに囲まれて暮らしていた。Ata は信念を持った報道写真家であり、もっとも有名な写真はアマゾンの林において Piraoa 族とイェクアナ族（en:Yekuana）の中で撮られたものである。しかし、後の作品である Droom in het Woud（森に夢見る、1957年）に見られるような彼女のより詩的な傾向もエルスケンに影響を与えたことは間違いない。エルスケンの作品の多くは、自身のエネルギーに満ちた型破りな人生経験を、主観的に記したものであり、ラリー・クラーク、ナン・ゴールディン、ヴォルフガング・ティルマンスらの作品への予兆となるものであった。パリ時代を通じて彼が出会ったなかには、Postwar European Photography での調査と The Family of Man 展（en）とにおいてキュレーターとしてこの写真家の写真を多く使ったエドワード・スタイケンや、恐らくは（ヨーロッパの写真家を探し出してはスタイケンに紹介していた）ロバート・フランクなどがいる。それらの人々とともに、義理の家族との生活は彼の写真の主題となった。別の出会いとしては、実話小説的作品集『パリ左岸の恋』（Love on the left bank、Een liefdesgeschiedenis in Saint-Germain-des-Prés）でアイシャドウのヒロインとして記憶に留まることになるバリ・マイヤーズ（en、1930-2003年）がいた。『パリ左岸の恋』は弱冠二十歳のエルスケンにとっての初出版であり、オランダ人デザイナー・彫刻家・タイポグラファーである Jurriaan (William) Schrofer (1926-1990年) によって装丁され、瞬く間に完売した。20年後にマイヤーズは映画 'Death in the Port Jackson Hotel'（1972年、36分。16 mm カラー）に出演した。

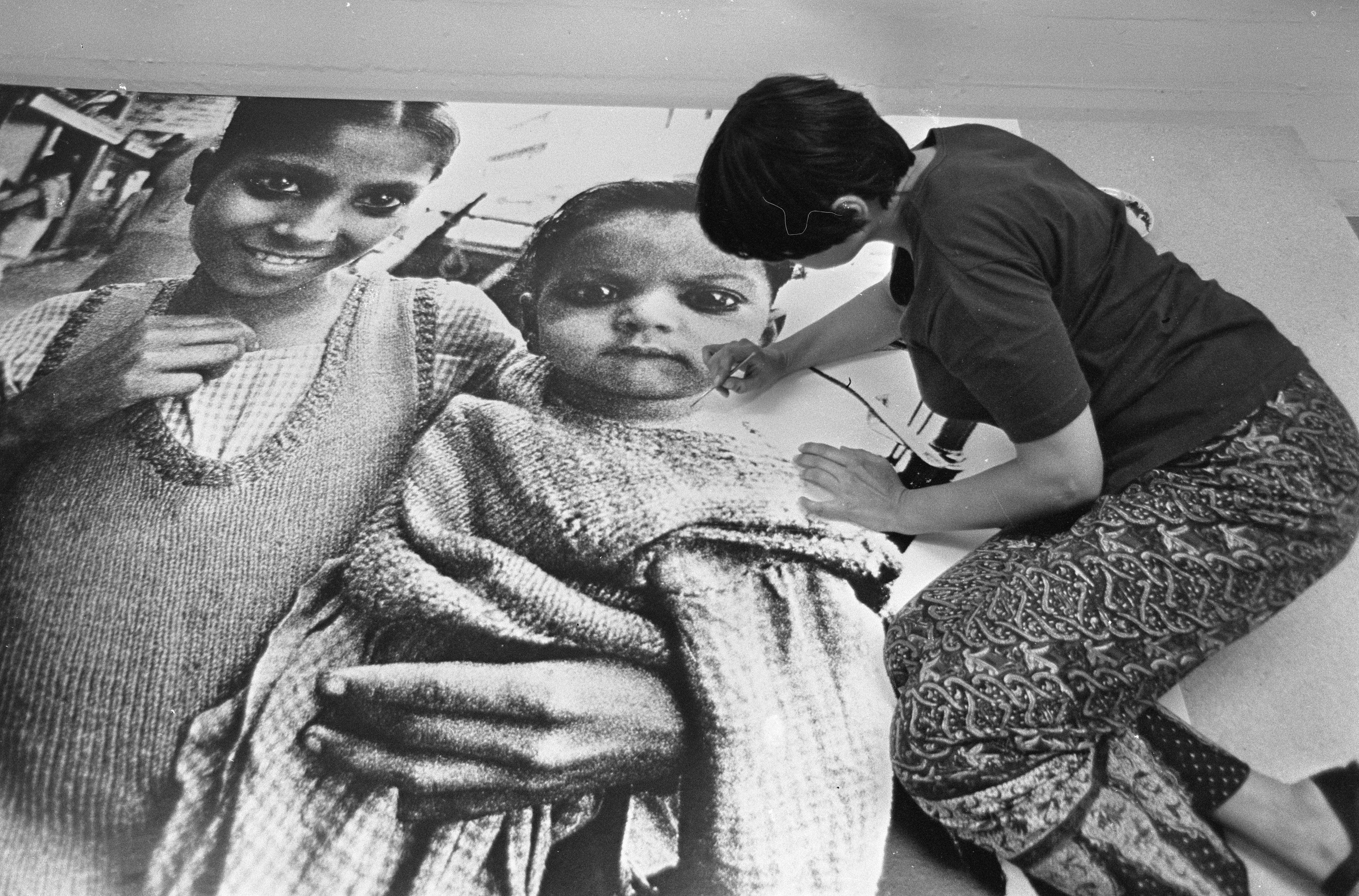
アムステルダム市立美術館 (1966)

1954年にアムステルダムに戻る際、エルスケンは Dutch avant garde COBRA のメンバーを記録している。その中には後に彼の映画(Karel Appel, componist korte versie、1961年、4分。16 mm 白黒）に出ることになるカレル・アペルもいた。
その後エルスケンはいろいろな地を旅した。1957年には Bagara（現在のコンゴ民主共和国に位置）を、また1959年から1960にかけて東京と香港を、2度目の妻である写真家 Gerda van der Veen（1935-2006年）と共に訪れた。その後まもなく、アムステルダムの古風な労働者階級地区のニーウマルクト広場で、エルスケンは第2子である Daan の誕生を映画撮影した（Welkom in het leven, lieve kleine、1963年、36 分。16 mm 白黒）。これは、音声と同期する小さな肩掛けカメラを用いた映画撮影の初期の例である。エルスケンは映画撮影において、撮影者がもはや不可視の存在ではなく被写体と相互作用するという主観的態度を取り続けた。これはオランダの映像作家 Hans Keller（nl）と Roelof Kiers（en）のテレビ作品に影響を与えた。 
1971年からエダム近郊の田舎に妻であり写真家である Anneke Hilhorst（1949年 - ）と共に暮らし、息子 John が生まれる。
エルスケンの表現は、芸術・音楽（特にジャズ）・カフェ文化の領域における第二次世界大戦から1970年代の間のヨーロッパの時代精神に対して、日常的・私的・自伝的な視点を与えた。最後の映画となる Bye（1990年、1時間48分。ビデオ、16 mm フィルム、カラーおよび白黒）は自身の前立腺末期癌に対する特別勇敢な返答であった。
1990年12月28日、オランダのエダムにて没。

## 主な著作
- 大沢類 訳『セーヌ左岸の恋』エディシオントレヴィル（河出書房新社）、2003年1月。ISBN 978-4309905204。
- アール・ヴィヴァン 編、中野恵津子 訳（英文併記）『エルスケン　巴里時代 : 1950-1954』リブロポート、1985年9月。ISBN 978-4845701933。
- アール・ヴィヴァン 編、中野恵津子 訳（英文併記）『エルスケン　ニッポンだった : 1959・1960』リブロポート、1987年12月。ISBN 978-4845703074。